# Светлоозёрское
Светлоозёрское — село в Бийском районе Алтайского края России. Административный центр Светлоозёрского сельсовета.

## География
Село находится в восточной части Алтайского края, к югу от реки Бия, к северу от реки Катунь, на расстоянии примерно 10 километров (по прямой) к востоку от города Бийск, административного центра района. К западу от села находится озеро Светлое. Абсолютная высота — 198 метров над уровнем моря.
Климат умеренный, континентальный. Самый холодный месяц — январь (до −54 °C), самый тёплый — июль (до +39 °C). Годовое количество осадков составляет 450—500 мм.

## Население
| 1997  | 1998  | 1999  | 2000  | 2001  | 2002  | 2003  |
| ----- | ----- | ----- | ----- | ----- | ----- | ----- |
| 1426  | ↘1413 | ↗1418 | ↘1407 | ↘1370 | ↘1365 | ↗1382 |
| 2004  | 2005  | 2006  | 2007  | 2008  | 2009  | 2010  |
| ↘1356 | ↘1345 | ↘1338 | ↘1311 | ↘1240 | ↗1307 | ↘1219 |
| 2011  | 2012  | 2013  |       |       |       |       |
| ↗1220 | ↘1198 | ↘1141 |       |       |       |       |

Согласно результатам переписи 2002 года, в национальной структуре населения русские составляли 92 %.

## Инфраструктура
В селе функционируют средняя общеобразовательная школа, детский сад, дом культуры, библиотека, фельдшерско-акушерский пункт (филиал Бийской центральной районной больницы) и отделение Почты России.

## Улицы
Уличная сеть села состоит из 12 улиц и 6 переулков.